# Emili Sala i Cortés
Emilio Salas i Cortés (Barcelone 22 février 1841 - la Garriga 7 juin 1921) est un architecte Barcelonais, pionnier du modernisme catalan.
Il reçut son titre le 27 novembre 1876, faisant partie de la première promotion de l'École supérieure d'architecture de Barcelone où il fut également professeur, exerçant en même temps son métier pour le cabinet d'Antoni Gaudí qui l'engagea occasionnellement.
Il travailla pour des édifices de style éclectique (1875-1877) dont un que Gaudí transforma en la Casa Batlló, pour le compte de Josep Batlló i Casanovas.
Il fut de plus architecte de la reconstruction du clocher de Santa Maria de Jonqueres (1879) et de la Casa Elizalde (1885). Son œuvre fut spécialement importante à Castellar del Vallès où il dirigea les travaux de l'église de Sant Esteve de Castellar (1985-1892) en collaboration avec Joan Martorell i Montells, au Palais Tolrà (1890), pour les Ecoles Pies (1897) et à la mairie de Castellar (actuelles archives municipales) (1901) , la Casa Emilià Carles (1898, (actuel hôtel des Ducs de Bergara), pour les Escoles Ribas à Rubí (1912-1915), le caveau de la família Fargas au cimetière de la Doma (la Garriga), ainsi que d'autres maisons de maître à la Garriga, etc

## Galerie d'images

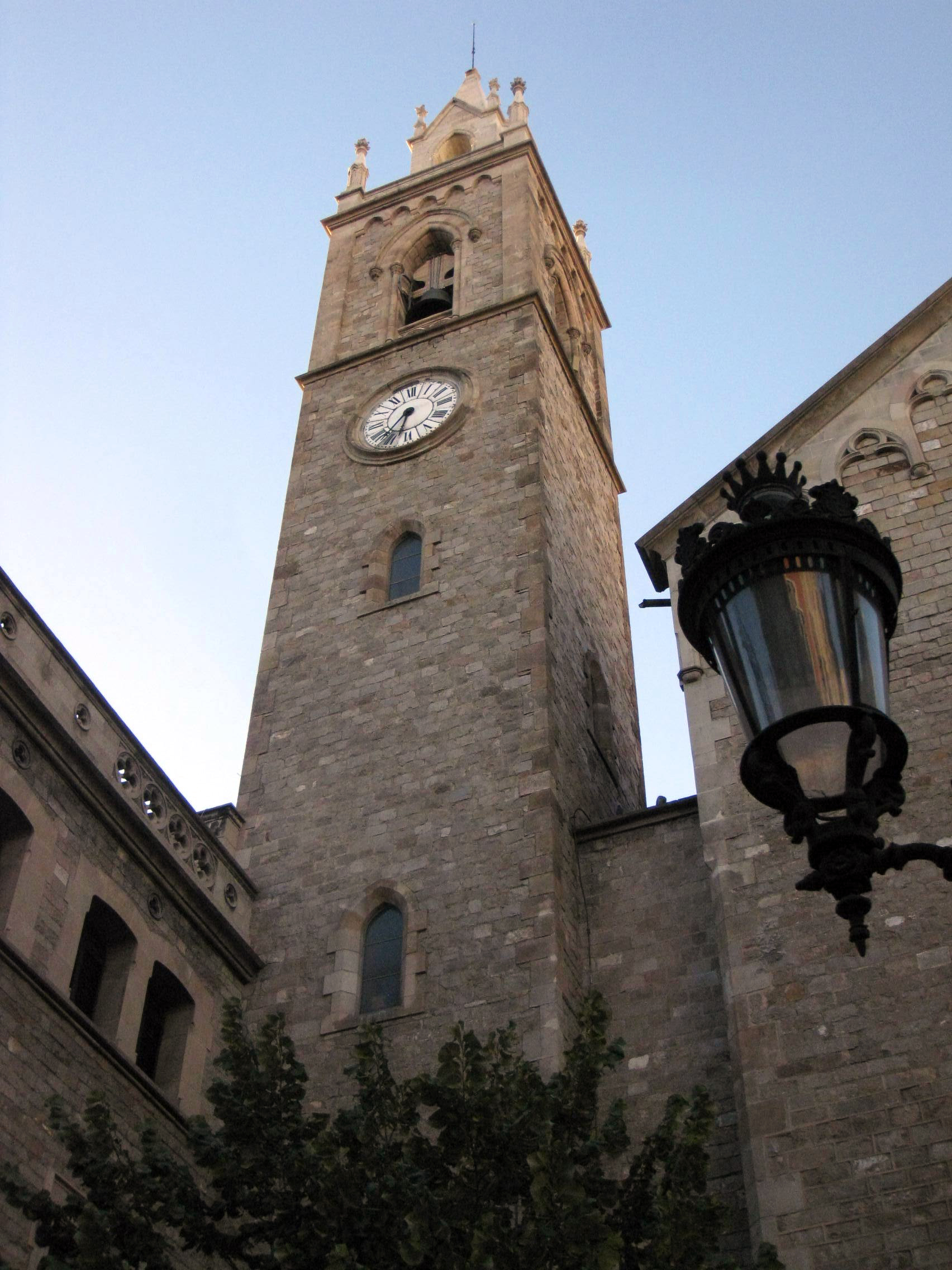
Clocher de Santa Maria de Jonqueres, à Barcelone
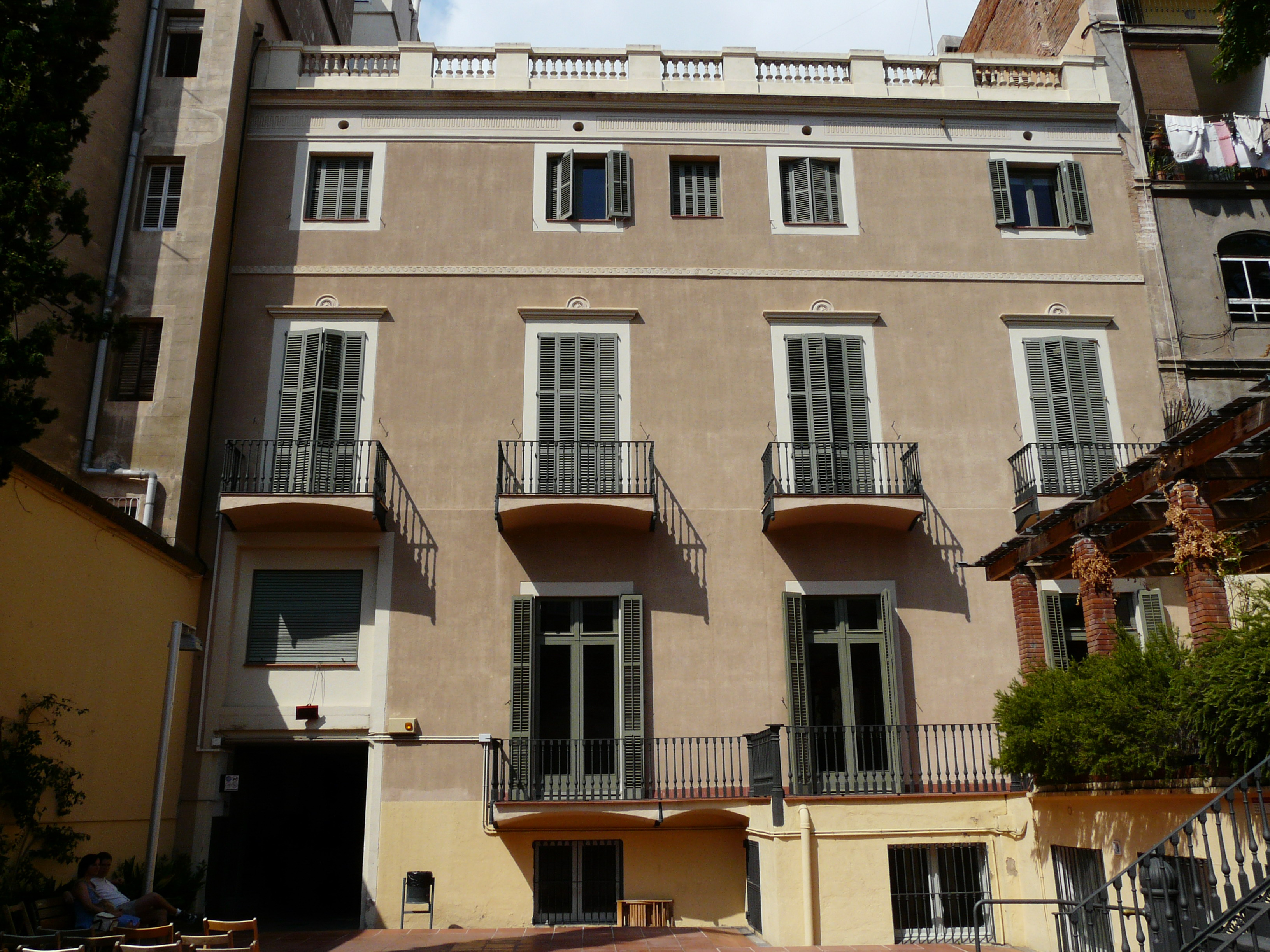
Casa Elizalde, à Barcelone
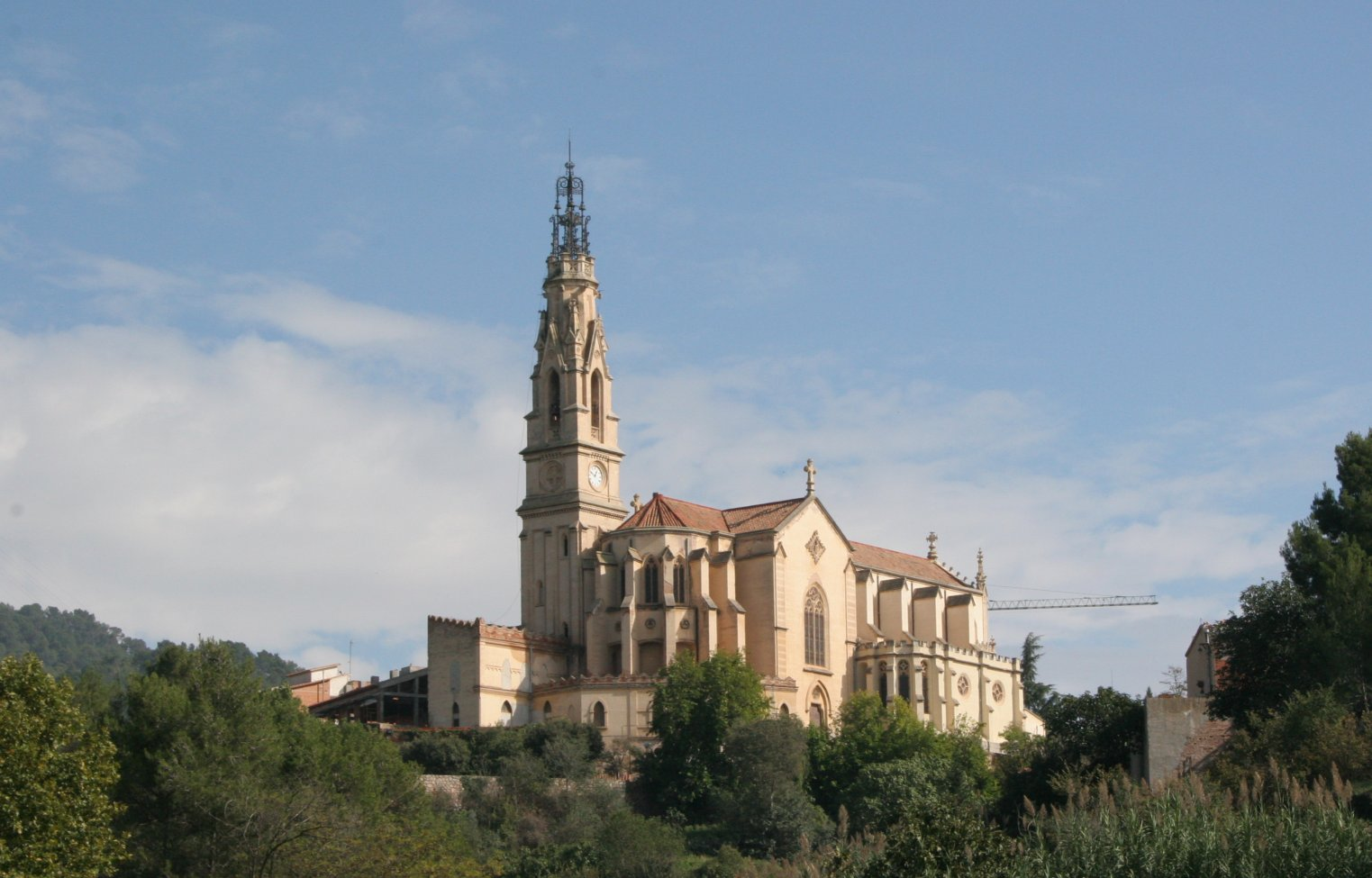
Église Sant Esteve, à Castellar del Vallès
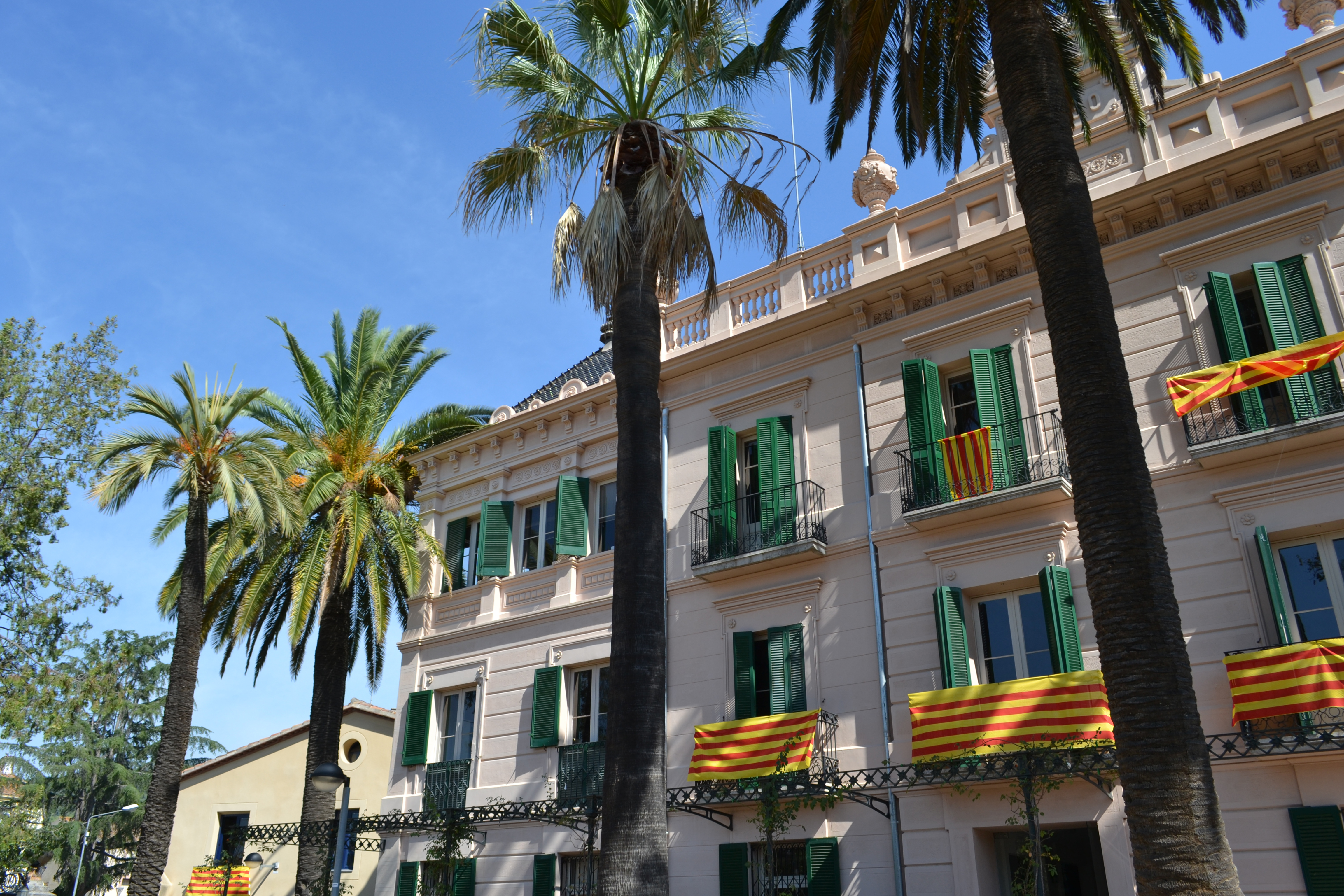
Palais Tolrà, à Castellar del Vallès
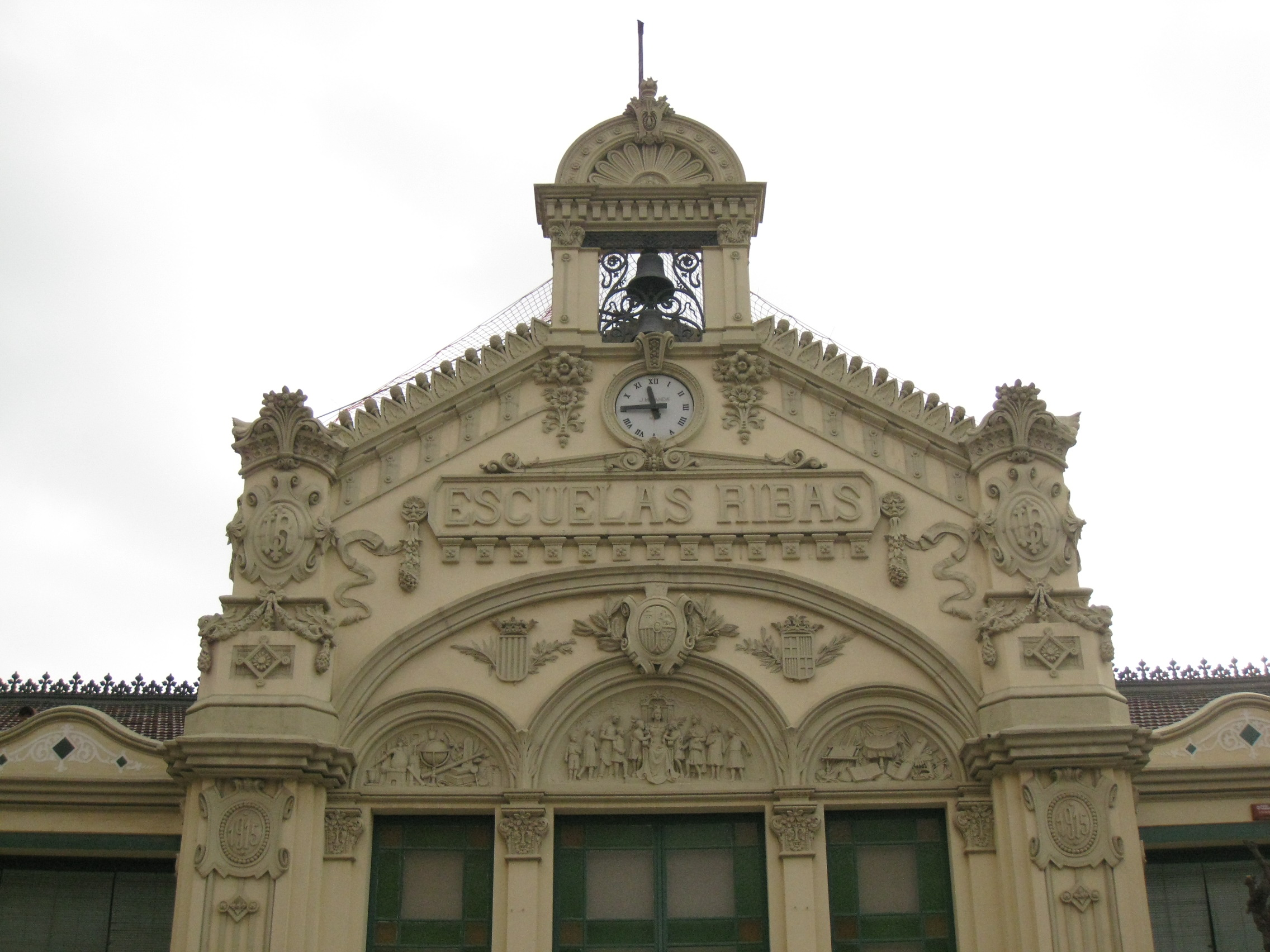
Écoles Ribas, à Rubí
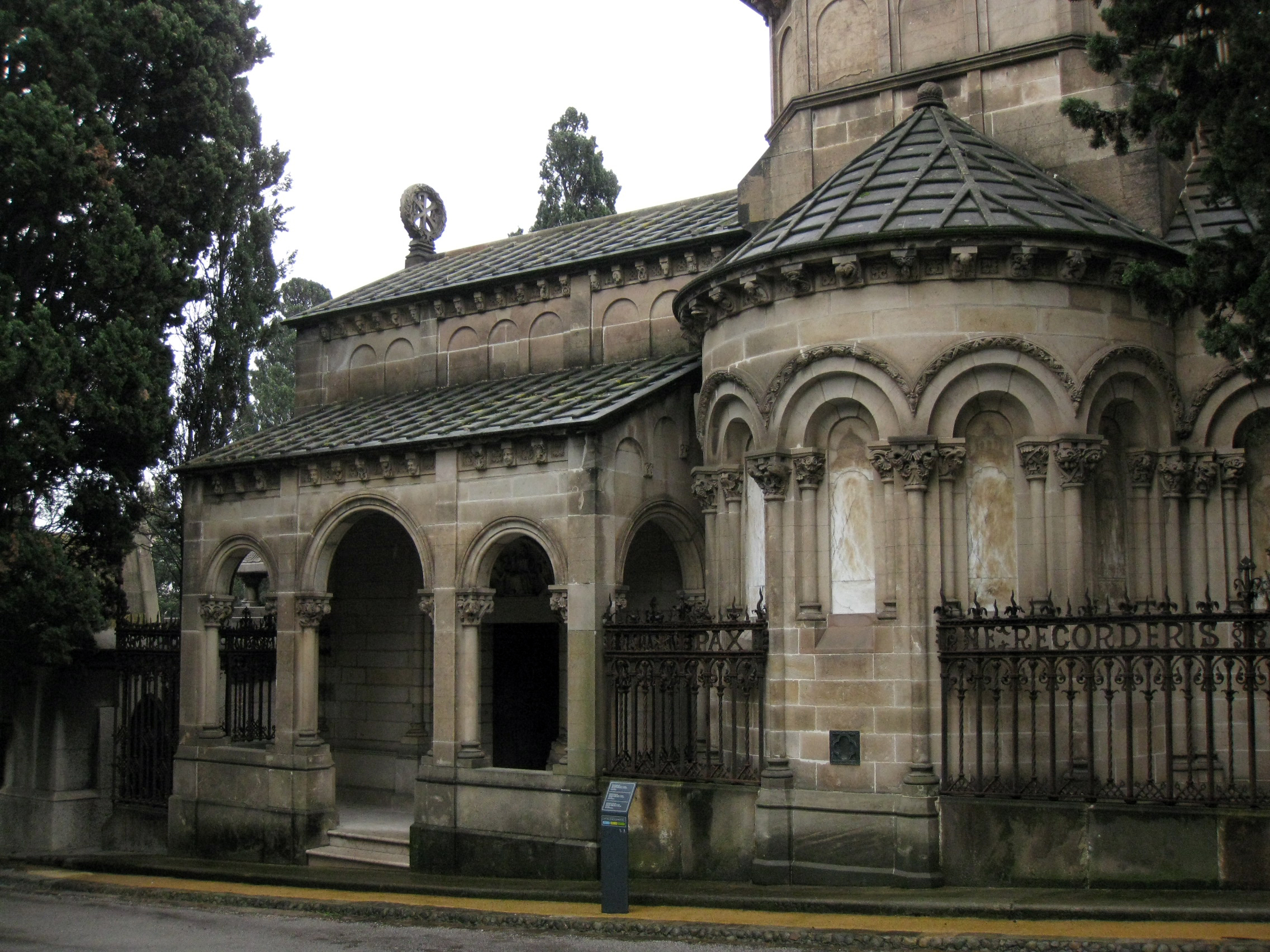
Caveau de la famille Amatller, au Cimetière de Montjuïc
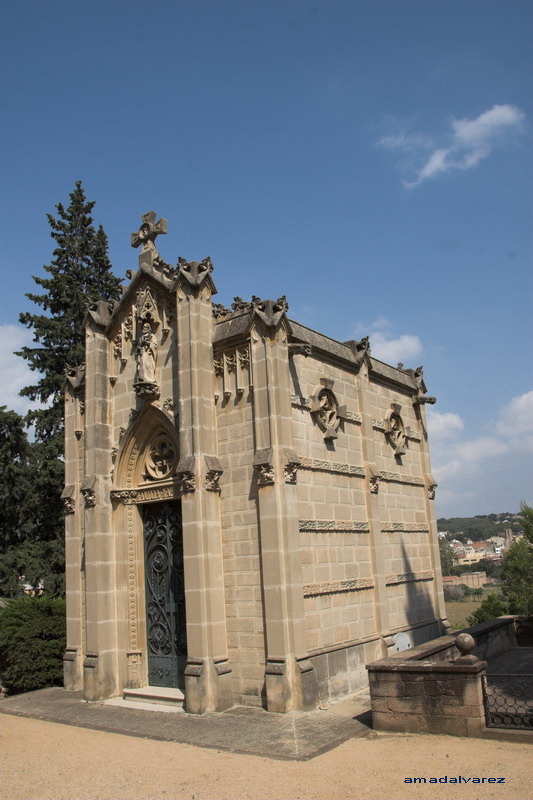
Caveau de la famille Fargas, à la Doma